# チャン・リリー
リリー・チャン（Lily Ann Zhang、張 安、1996年6月16日 - ）は、アメリカの卓球選手。
2012年ロンドンオリンピックから三大会連続でオリンピックに出場した。Tリーグは日本ペイントマレッツ所属歴あり。
2012年、2014年、2016年、2017年、2019年にアメリカ国内選手権で女子シングルス優勝を果たした。2019年のパン・アメリカン選手権では女子シングルス、女子ダブルス、混合ダブルス、女子団体で優勝を果たした。カデット（U-15）の世界ランキングで2位、ジュニア（U-18）の世界ランキングで5位にランクされた。

## 経歴
リリー・チャンは、1996年6月16日にカリフォルニア州レッドウッドシティで中国人の両親に生まれた。 父親はスタンフォード大学の数学の教授で 、母親は西安の卓球チームでプレーしていた。2014年にパロアルト高校を卒業し、カリフォルニア大学バークレー校に進学した。

## 米国でのキャリア
幼い頃から、リリー・チャンは有望なスキルを示した。彼女が7歳のとき、パロアルト卓球クラブの会長兼ヘッドコーチであり、国際卓球連盟のジュニア委員会の北米代表であるデニス・デイビスが彼女のトレーニングを開始した。11歳のときにカデットチーム入りし、 12歳のときに史上最年少でアメリカ代表選手となり、13歳で、アメリカのジュニア女子卓球ランキング第2位となった。
2010年と2011年の全米選手権では、ジュニアの部でタイトルを獲得し、女子シングルスで準優勝した。 2012年、アメリカ国内選手権で初優勝した。

## 国際的なキャリア
2007年以来、数多くの国際イベントに出場してきた。

### 2012年ロンドンオリンピック
2012年ロンドンオリンピックには、卓球競技の最年少選手として出場した。女子シングルス一回戦でクロアチアのコーネリア・モルナール選手と対戦し、ストレートで敗れた（11-6, 11-8, 11-7, 11-5）。
団体戦では一回戦で日本と対戦し、シングルスで平野早矢香に（11-9, 11-5, 11-3）、ダブルスで石川佳純・福原愛ペアに（11-7, 11-7）、それぞれストレートで敗れ、敗退した。

### 2012年 世界ジュニア選手権
インドのハイデラバードで開催された2012年ITTF世界ジュニア選手権では、女子シングルスでも女子団体でも準々決勝に進出した。この大会での活躍（12勝2敗）により、ITTF女子世界ランキングで初めてトップ100にランクインした。

### 2013年 全米オープン
2013 USオープンでは、張はジュニアの部でタイトルを獲得した。女子シングルス（ITTFワールドツアーの一部）では、準決勝でエリザベタ・サマラ（世界ランキング19位）に敗れた。この大会の結果、世界ランキングは自己最高の84位まで上昇した。

### 2014年 ユースオリンピック
加藤美優に勝利し、アメリカの選手として初めて、夏季ユースオリンピックで銅メダルを獲得した。

### 2019年 ITTF女子ワールドカップ
平野美宇に逆転勝ちを収め、4位に入賞した。

### 2020年 ITTF女子ワールドカップ
馮天薇に逆転勝利を収めた。

### 2020年東京オリンピック
東京オリンピックでは、ナイジェリアのエデムとの2回戦で第1ゲームを落とすも、すぐに立て直し4ゲームを連取して勝利した（11-13, 11-2, 11-2, 11-8, 11-6）。